# 秋華賞
秋華賞（しゅうかしょう）は、日本中央競馬会（JRA）が京都競馬場で施行する中央競馬の重賞競走（GI）である。
「秋華」とは、中国の詩人である杜甫や張衡が「あきのはな」として詩のなかで用いた言葉。「秋」は大きな実りを表し、「華」は名誉・盛り・容姿が美しいという意味がこめられている。
正賞は京都市長賞、日本馬主協会連合会会長賞。

## 概要
1996年に新設された、4歳（現3歳）牝馬限定のGI競走。その後エリザベス女王杯へ向かう馬も多く、エリザベス女王杯へ向けた前哨戦としての意味合いも持っている。施行距離は創設以来、京都競馬場・芝2000m（内回り）で変わっていない。
1995年まではエリザベス女王杯が4歳（現3歳）牝馬三冠の最終戦として行われていたが、1996年よりエリザベス女王杯が古馬にも開放され4歳（現3歳）以上の牝馬限定戦となったため、新たな4歳（現3歳）牝馬限定のGI競走として新設された。
創設時から外国産馬・地方競馬所属馬が出走可能で、2009年からは外国馬も出走可能な国際競走となった。

### 競走条件
以下の内容は、2023年現在のもの。
出走資格：サラ系3歳牝馬（出走可能頭数：最大16頭）
- JRA所属馬（外国産馬含む）
- 地方競馬所属馬（後述）
- 外国調教馬（優先出走）
- 未出走馬・未勝利馬は出走できない。

負担重量：馬齢（55kg）
出馬投票を行った馬のうち、優先出走権をもっている馬から優先して割り当て、その他の馬は収得賞金の総計が多い順に出走できる（残る1枠が複数の同収得金額馬だった場合は抽選で出走馬が決まる）。

### 優先出走権
出馬投票を行った外国馬は、優先出走できる。
JRA所属馬は、下表のトライアル競走で所定の成績を収めた馬に優先出走権が付与される
。
| 競走名           | 格  | 競馬場     | 距離    | 必要な着順 |
| ---------------- | --- | ---------- | ------- | ---------- |
| 紫苑ステークス   | GII | 中山競馬場 | 芝2000m | 3着以内    |
| ローズステークス | GII | 阪神競馬場 | 芝1800m | 3着以内    |

地方競馬所属馬は上記トライアル競走で所定の成績を収めた馬のほか、桜花賞・優駿牝馬（オークス）で1着となった馬に優先出走が認められている。また、桜花賞・優駿牝馬（オークス）で2着となった地方競馬所属馬、および皐月賞・東京優駿（日本ダービー）・NHKマイルカップで2着以内に入着した地方競馬所属馬にも出走資格が与えられる。
なお、本競走で2着以内の成績を収めた地方競馬所属馬はエリザベス女王杯の優先出走権が与えられる。

### 賞金
2023年の1着賞金は1億円で、以下2着4000万円、3着2500万円、4着1500万円、5着1000万円。

## 歴史

### 年表
- 1996年 - 4歳牝馬によるGI[注 1]競走として創設、京都競馬場・芝2000m（内回り）で施行[4]。
- 2001年 - 馬齢表示の国際基準への変更に伴い、出走条件を「3歳牝馬」に変更。
- 2003年 - 負担重量を「馬齢重量」に変更[10]。
- 2007年 - 日本のパートI国昇格に伴い、格付表記をJpnIに変更[11]。
- 2009年
  - 国際競走に変更され、外国調教馬が9頭まで出走可能となる[5]。
  - 格付表記をGI（国際格付）に変更[4]。
- 2019年 - 令和元年東日本台風 (台風19号・ハギビス）の影響で関東地方の競馬場・WINS・パークウインズでの馬券の発売が中止となる。(令和元年東日本台風#イベントなどへの影響参照)
- 2021年 - 京都競馬場の整備工事に伴い、阪神競馬場で施行[12]（2022年も同様[13]）。このため、出走可能頭数が16頭に変更される。

## 歴代優勝馬
距離はすべて芝コース。
優勝馬の馬齢は、2000年以前も現行表記に揃えている。
| 回数   | 施行日         | 競馬場 | 距離  | 優勝馬             | 性齢 | タイム | 優勝騎手   | 管理調教師 | 馬主                                       | 単勝オッズ | 単勝人気 | 1着本賞金    |
| ------ | -------------- | ------ | ----- | ------------------ | ---- | ------ | ---------- | ---------- | ------------------------------------------ | ---------- | -------- | ------------ |
| 第1回  | 1996年10月20日 | 京都   | 2000m | ファビラスラフイン | 牝3  | 1:58.1 | 松永幹夫   | 長浜博之   | 吉田和子                                   | 18.8       | 5        | 8900万円     |
| 第2回  | 1997年10月19日 | 京都   | 2000m | メジロドーベル     | 牝3  | 2:00.1 | 吉田豊     | 大久保洋吉 | メジロ商事（株）                           | 1.7        | 1        | 8900万円     |
| 第3回  | 1998年10月25日 | 京都   | 2000m | ファレノプシス     | 牝3  | 2:02.4 | 武豊       | 浜田光正   | （有）ノースヒルズマネジメント             | 2.9        | 2        | 8900万円     |
| 第4回  | 1999年10月24日 | 京都   | 2000m | ブゼンキャンドル   | 牝3  | 1:59.3 | 安田康彦   | 松田博資   | （株）上田牧場                             | 57.6       | 12       | 8900万円     |
| 第5回  | 2000年10月15日 | 京都   | 2000m | ティコティコタック | 牝3  | 1:59.9 | 武幸四郎   | 松田正弘   | （有）バンブー牧場                         | 27.1       | 10       | 8900万円     |
| 第6回  | 2001年10月14日 | 京都   | 2000m | テイエムオーシャン | 牝3  | 1:58.5 | 本田優     | 西浦勝一   | 竹園正繼                                   | 2.4        | 1        | 8900万円     |
| 第7回  | 2002年10月13日 | 京都   | 2000m | ファインモーション | 牝3  | 1:58.1 | 武豊       | 伊藤雄二   | 伏木田達男                                 | 1.1        | 1        | 8900万円     |
| 第8回  | 2003年10月19日 | 京都   | 2000m | スティルインラブ   | 牝3  | 1:59.1 | 幸英明     | 松元省一   | （有）ノースヒルズマネジメント             | 3.2        | 2        | 8900万円     |
| 第9回  | 2004年10月17日 | 京都   | 2000m | スイープトウショウ | 牝3  | 1:58.4 | 池添謙一   | 鶴留明雄   | トウショウ産業（株）                       | 5.0        | 2        | 8900万円     |
| 第10回 | 2005年10月16日 | 京都   | 2000m | エアメサイア       | 牝3  | 1:59.2 | 武豊       | 伊藤雄二   | （株）ラッキーフィールド                   | 2.5        | 2        | 8900万円     |
| 第11回 | 2006年10月15日 | 京都   | 2000m | カワカミプリンセス | 牝3  | 1:58.2 | 本田優     | 西浦勝一   | （有）三石川上牧場                         | 3.6        | 2        | 8900万円     |
| 第12回 | 2007年10月14日 | 京都   | 2000m | ダイワスカーレット | 牝3  | 1:59.1 | 安藤勝己   | 松田国英   | 大城敬三                                   | 2.8        | 2        | 8900万円     |
| 第13回 | 2008年10月19日 | 京都   | 2000m | ブラックエンブレム | 牝3  | 1:58.4 | 岩田康誠   | 小島茂之   | 田原邦男                                   | 29.9       | 11       | 8900万円     |
| 第14回 | 2009年10月18日 | 京都   | 2000m | レッドディザイア   | 牝3  | 1:58.2 | 四位洋文   | 松永幹夫   | （株）東京ホースレーシング                 | 3.2        | 2        | 8900万円     |
| 第15回 | 2010年10月17日 | 京都   | 2000m | アパパネ           | 牝3  | 1:58.4 | 蛯名正義   | 国枝栄     | 金子真人ホールディングス（株）             | 2.3        | 1        | 8900万円     |
| 第16回 | 2011年10月16日 | 京都   | 2000m | アヴェンチュラ     | 牝3  | 1:58.2 | 岩田康誠   | 角居勝彦   | （有）キャロットファーム                   | 3.1        | 2        | 8900万円     |
| 第17回 | 2012年10月14日 | 京都   | 2000m | ジェンティルドンナ | 牝3  | 2:00.4 | 岩田康誠   | 石坂正     | （有）サンデーレーシング                   | 1.3        | 1        | 8900万円     |
| 第18回 | 2013年10月13日 | 京都   | 2000m | メイショウマンボ   | 牝3  | 1:58.6 | 武幸四郎   | 飯田明弘   | 松本好雄                                   | 5.2        | 3        | 8900万円     |
| 第19回 | 2014年10月19日 | 京都   | 2000m | ショウナンパンドラ | 牝3  | 1:57.0 | 浜中俊     | 高野友和   | 国本哲秀                                   | 10.1       | 3        | 8900万円     |
| 第20回 | 2015年10月18日 | 京都   | 2000m | ミッキークイーン   | 牝3  | 1:56.9 | 浜中俊     | 池江泰寿   | 野田みづき                                 | 3.0        | 1        | 8900万円     |
| 第21回 | 2016年10月16日 | 京都   | 2000m | ヴィブロス         | 牝3  | 1:58.6 | 福永祐一   | 友道康夫   | 佐々木主浩                                 | 6.3        | 3        | 9200万円     |
| 第22回 | 2017年10月15日 | 京都   | 2000m | ディアドラ         | 牝3  | 2:00.2 | C.ルメール | 橋田満     | 森田藤治                                   | 6.3        | 3        | 9200万円     |
| 第23回 | 2018年10月14日 | 京都   | 2000m | アーモンドアイ     | 牝3  | 1:58.5 | C.ルメール | 国枝栄     | （有）シルクレーシング                     | 1.3        | 1        | 1億円        |
| 第24回 | 2019年10月13日 | 京都   | 2000m | クロノジェネシス   | 牝3  | 1:59.9 | 北村友一   | 斉藤崇史   | （有）サンデーレーシング                   | 6.9        | 4        | 1億円        |
| 第25回 | 2020年10月18日 | 京都   | 2000m | デアリングタクト   | 牝3  | 2:00.6 | 松山弘平   | 杉山晴紀   | （株）ノルマンディーサラブレッドレーシング | 1.4        | 1        | 1億円        |
| 第26回 | 2021年10月17日 | 阪神   | 2000m | アカイトリノムスメ | 牝3  | 2:01.2 | 戸崎圭太   | 国枝栄     | 金子真人ホールディングス（株）             | 8.9        | 4        | 1億円        |
| 第27回 | 2022年10月16日 | 阪神   | 2000m | スタニングローズ   | 牝3  | 1:58.6 | 坂井瑠星   | 高野友和   | （有）サンデーレーシング                   | 5.7        | 3        | 1億1000万 円 |
| 第28回 | 2023年10月15日 | 京都   | 2000m | リバティアイランド | 牝3  | 2:01.1 | 川田将雅   | 中内田充正 | （有）サンデーレーシング                   | 1.1        | 1        | 1億1000万 円 |
| 第29回 | 2024年10月13日 | 京都   | 2000m | チェルヴィニア     | 牝3  | 1:57.1 | C.ルメール | 木村哲也   | （有）サンデーレーシング                   | 2.3        | 1        | 1億1000万 円 |

## 秋華賞の記録
- レースレコード - 1:56.9（第20回優勝馬ミッキークイーン）[15]
  - 優勝タイム最遅記録 - 2:01.2（第26回優勝馬アカイトリノムスメ）[16]
- 単勝支持率 - 72.0％（第7回優勝馬ファインモーション）[17]
- 最多優勝騎手 - 3勝
  - 武豊（第3回・第7回・第10回）、岩田康誠（第13回・第16回・第17回）、クリストフ・ルメール（第22回・第23回・第29回）[18]
- 最多優勝調教師 - 3勝
  - 国枝栄（第15回・第23回・第26回）
- 最多優勝馬主 - 5勝
  - （有）サンデーレーシング（第17回・第24回・第27回〜第29回）
- 最多勝利種牡馬 - 5勝
  - ディープインパクト（第17回・第19回・第20回・第21回・第26回）
- 最年少勝利騎手 - 武幸四郎（第5回・21歳11ヶ月12日）
- 最年長勝利騎手 - 安藤勝己（第12回・47歳6ヶ月17日）
- 親子制覇
  - アパパネ - アカイトリノムスメ
- 姉妹制覇
  - なし

- 騎手・調教師の両方で優勝
  - 松永幹夫（第1回、第14回）

## フォトギャラリー

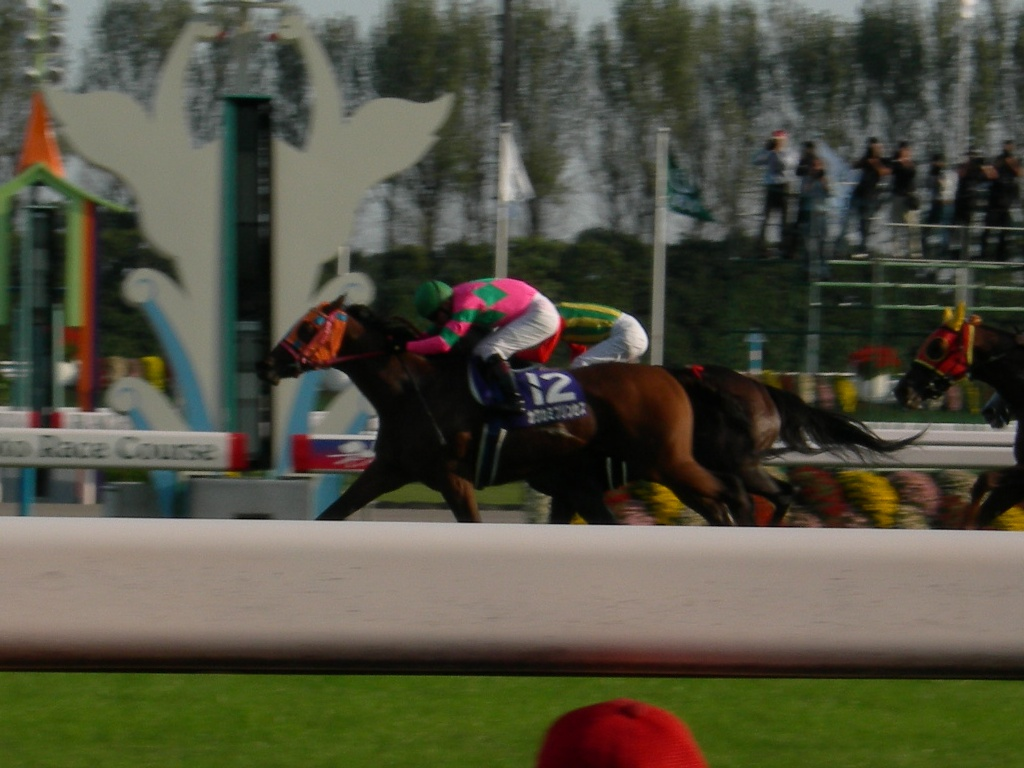
第11回優勝馬カワカミプリンセス(鞍上、本田優)
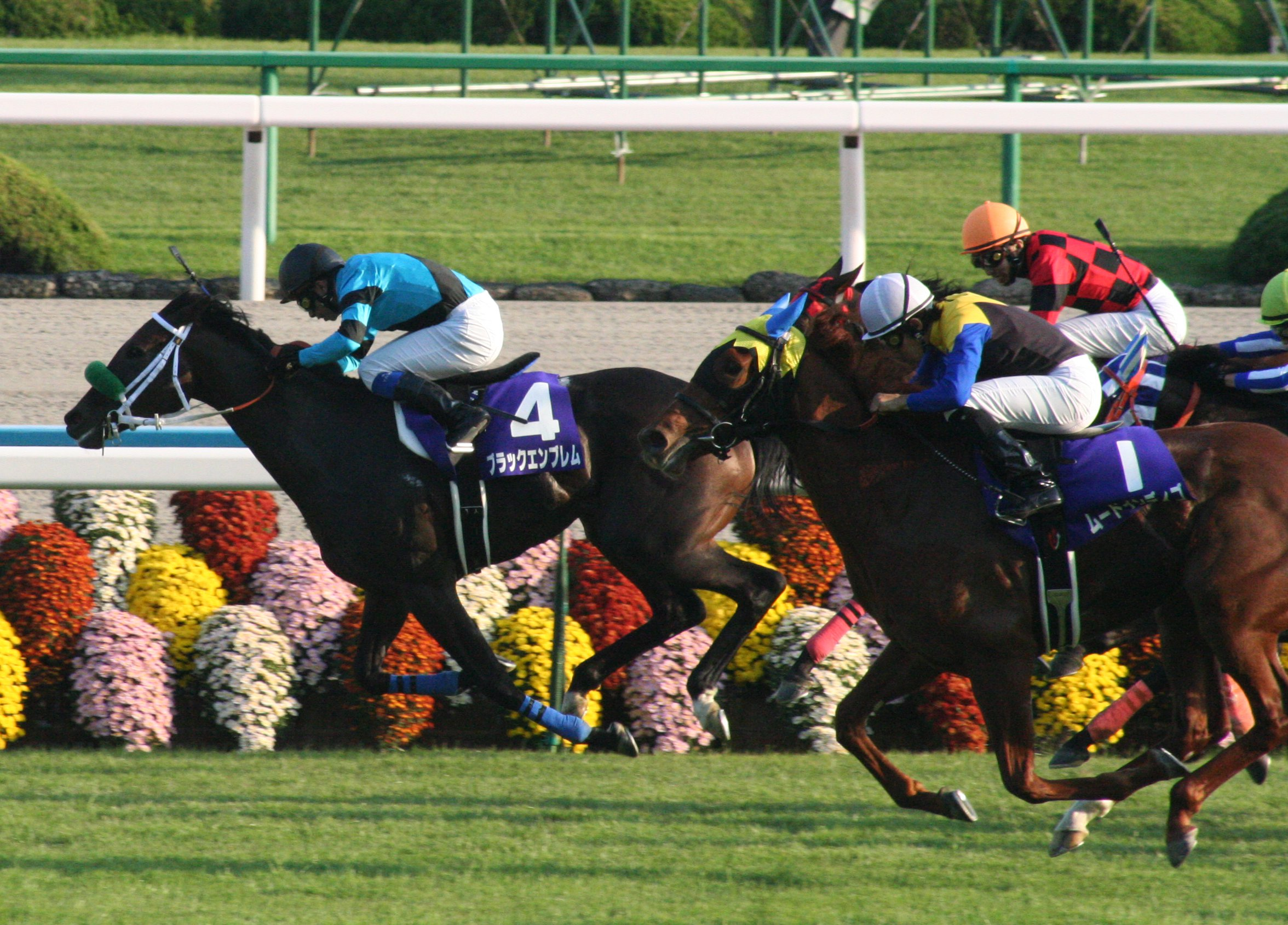
第13回優勝馬ブラックエンブレム(鞍上、岩田康誠)
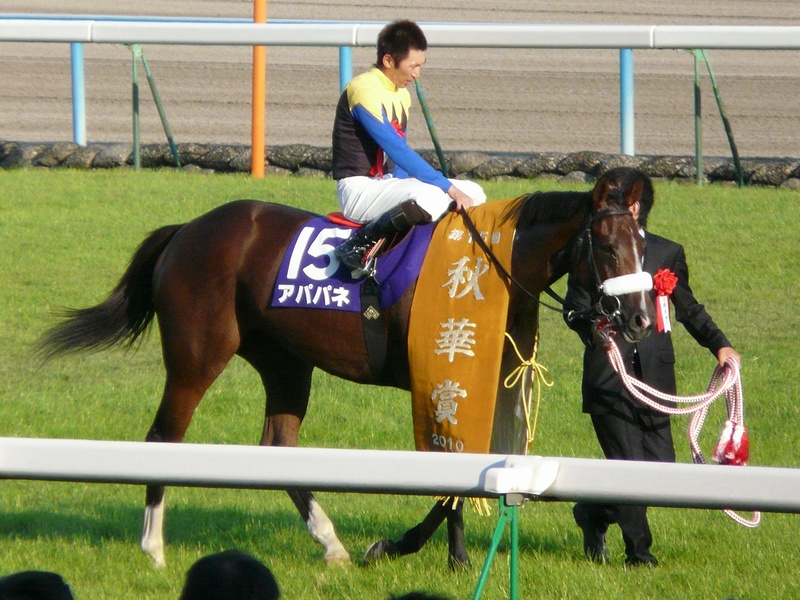
第15回優勝馬アパパネ（鞍上、蛯名正義）
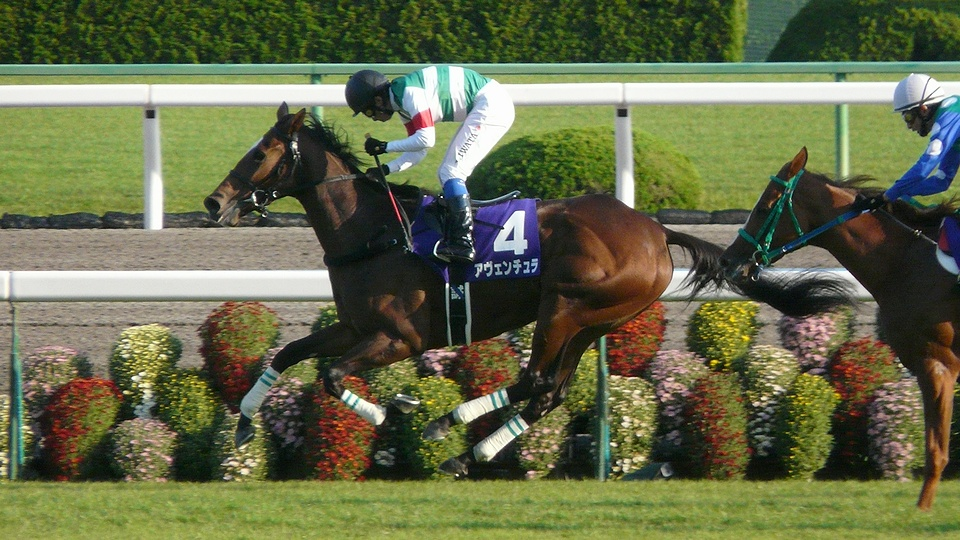
第16回優勝馬アヴェンチュラ（鞍上、岩田康誠）
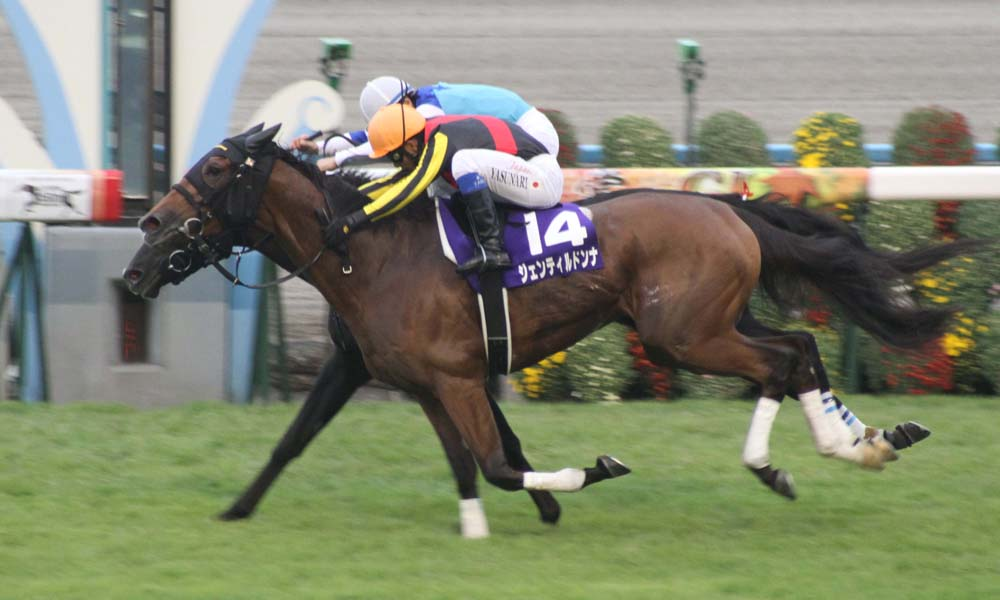
第17回優勝馬ジェンティルドンナ（鞍上、岩田康誠）
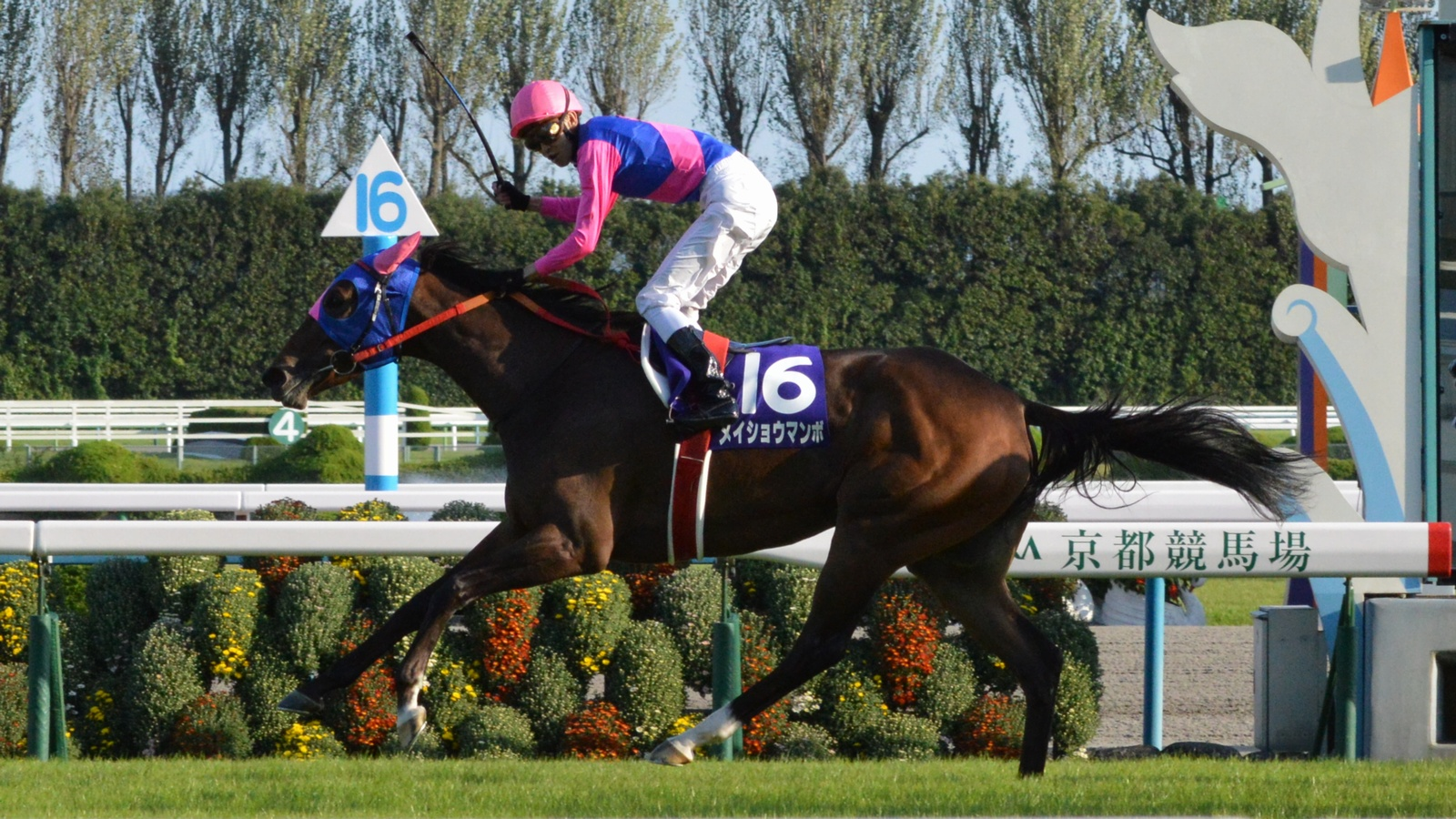
第18回優勝馬メイショウマンボ（鞍上、武幸四郎）
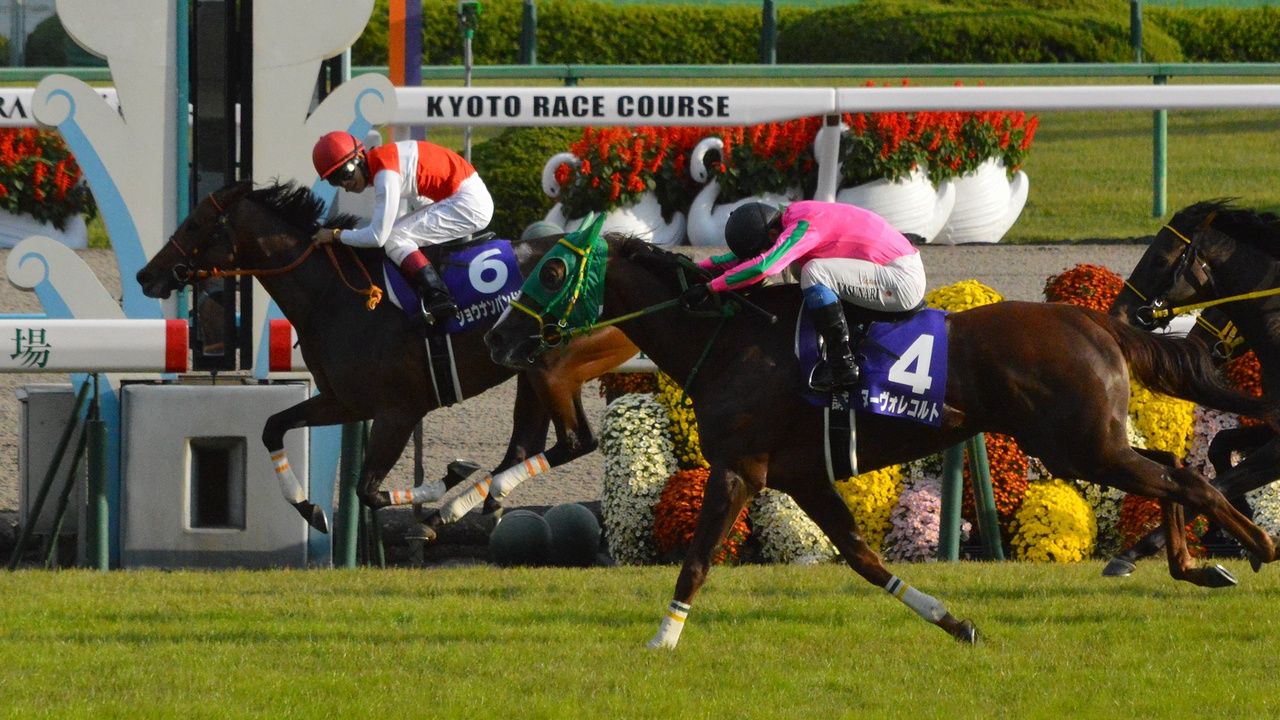
第19回優勝馬ショウナンパンドラ（鞍上、浜中俊）
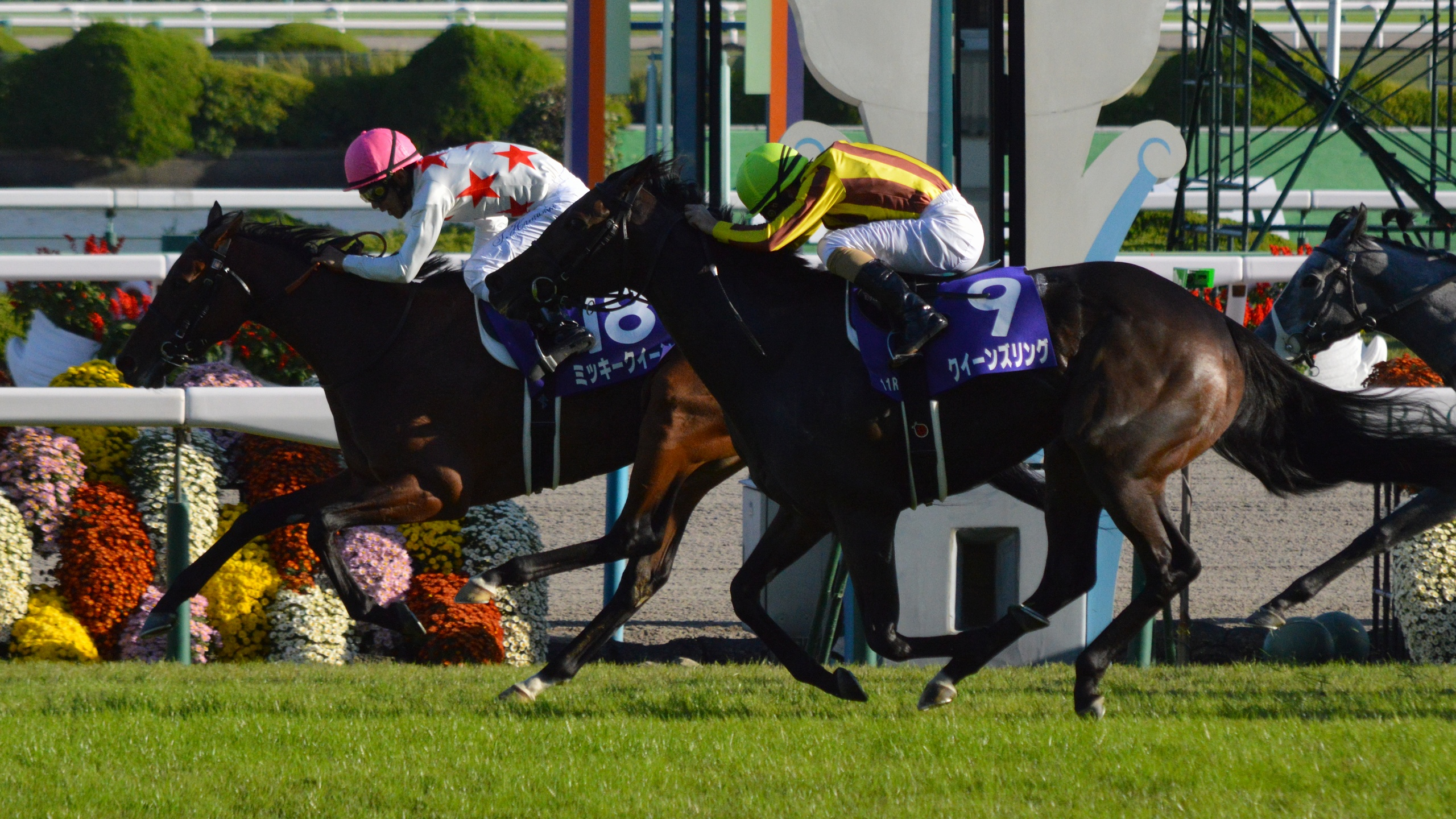
第20回優勝馬ミッキークイーン（鞍上、浜中俊）
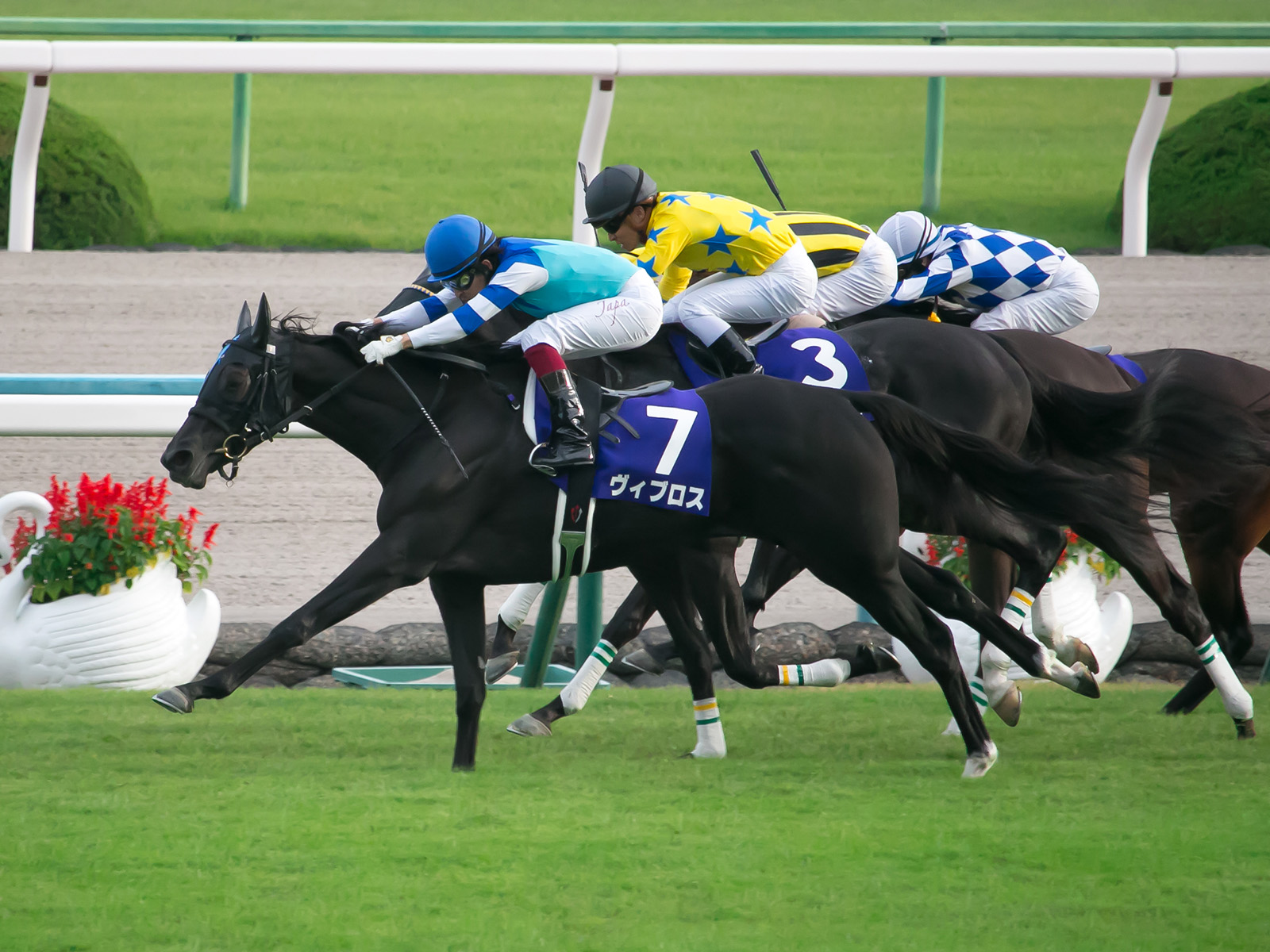
第21回優勝馬ヴィブロス（鞍上、福永祐一）
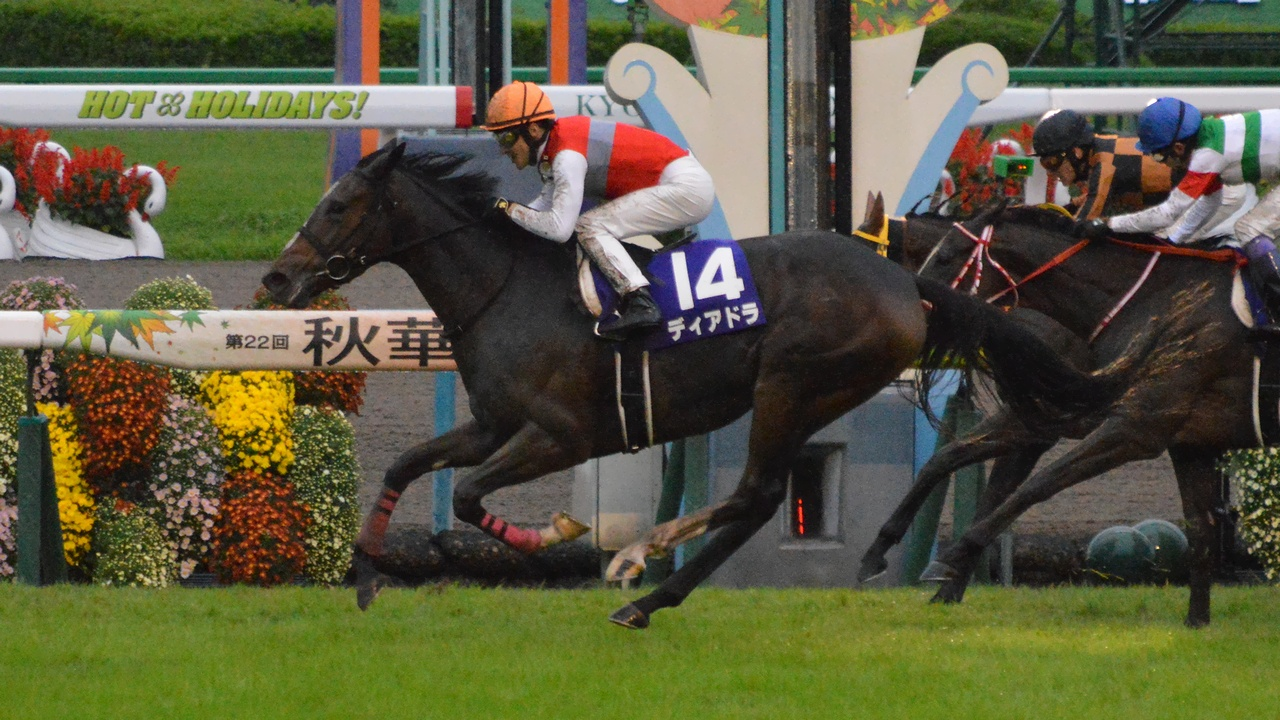
第22回優勝馬ディアドラ（鞍上、クリストフ・ルメール）
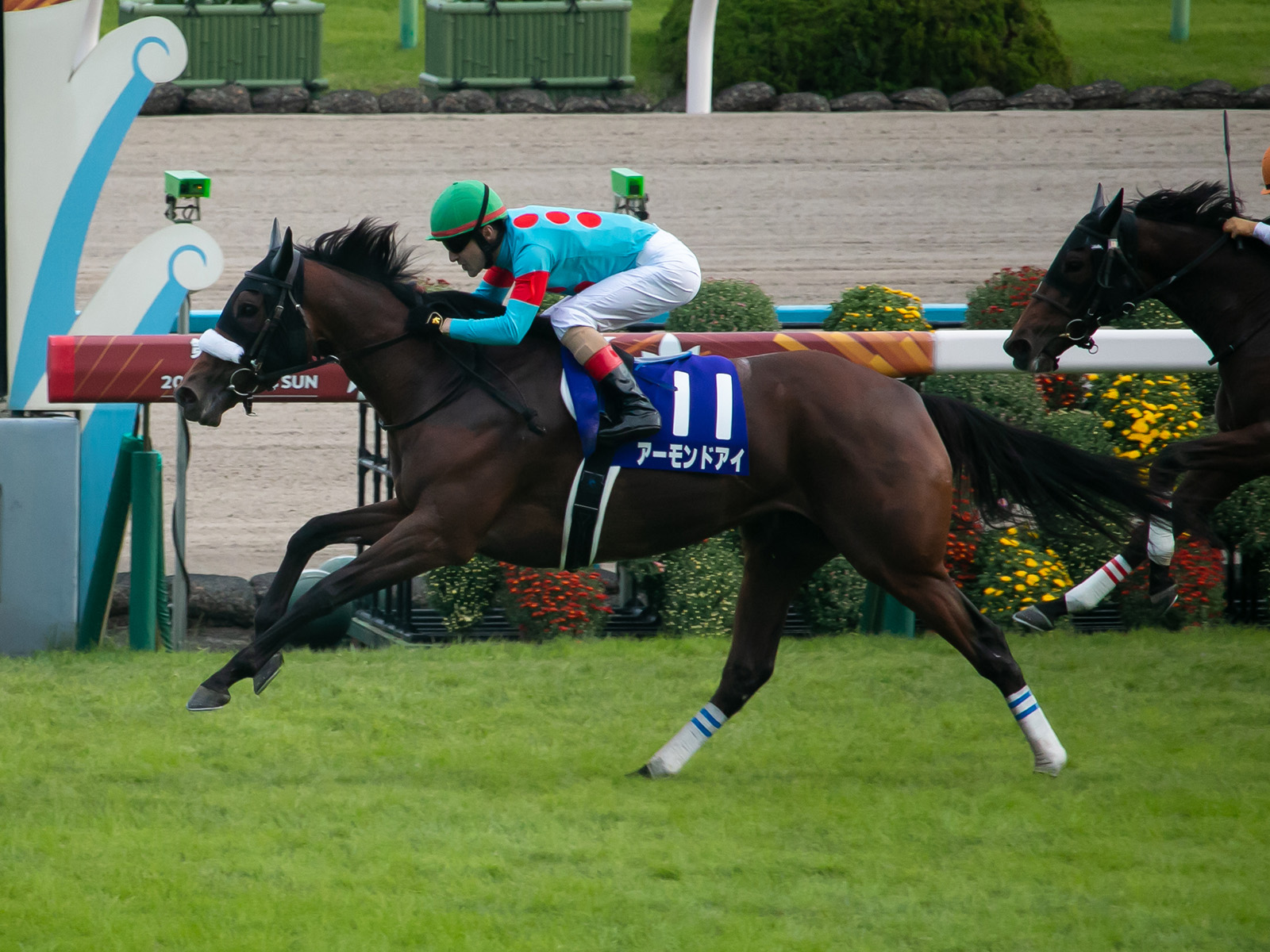
第23回優勝馬アーモンドアイ（鞍上、クリストフ・ルメール）
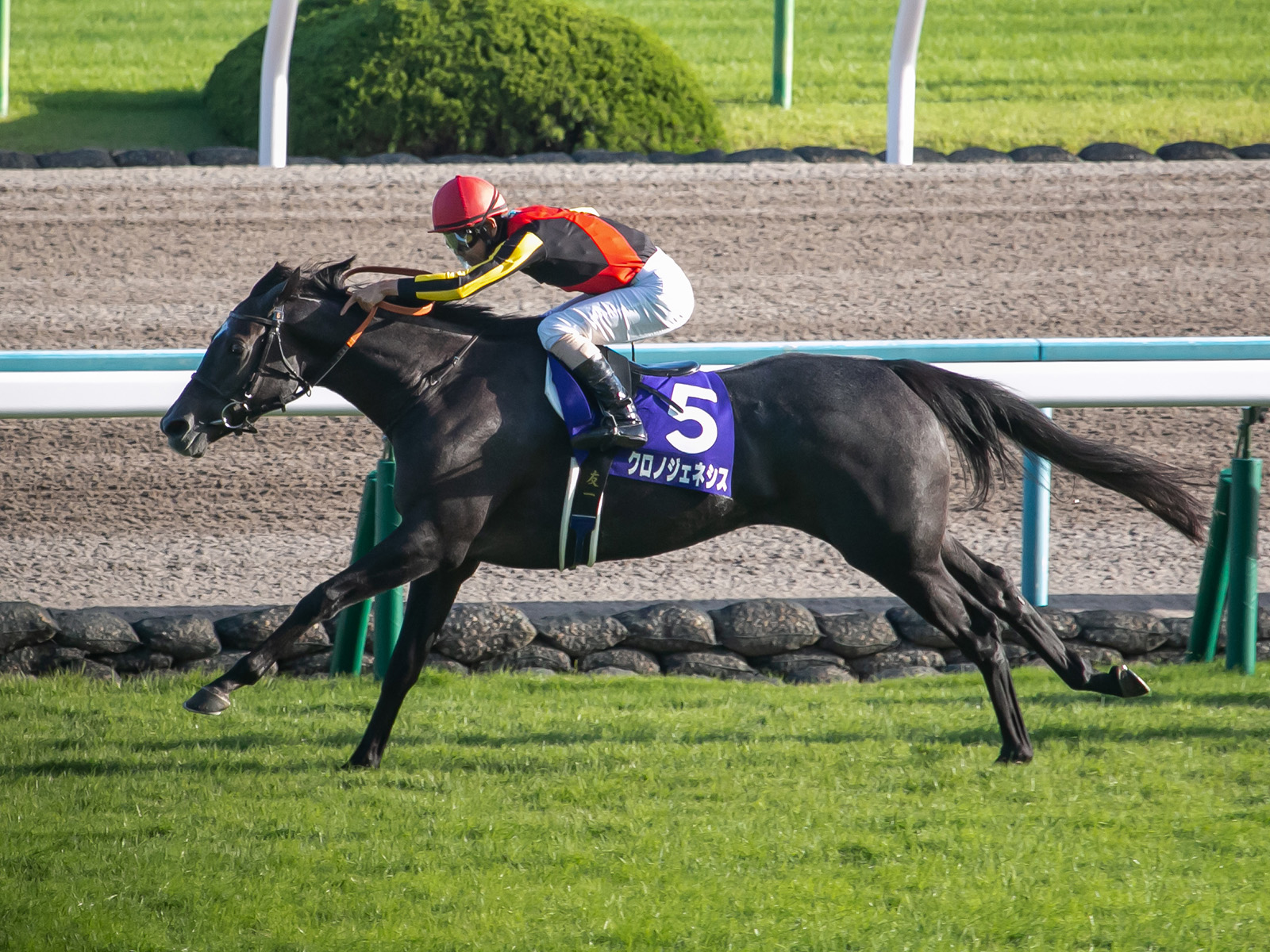
第24回優勝馬クロノジェネシス（鞍上、北村友一）
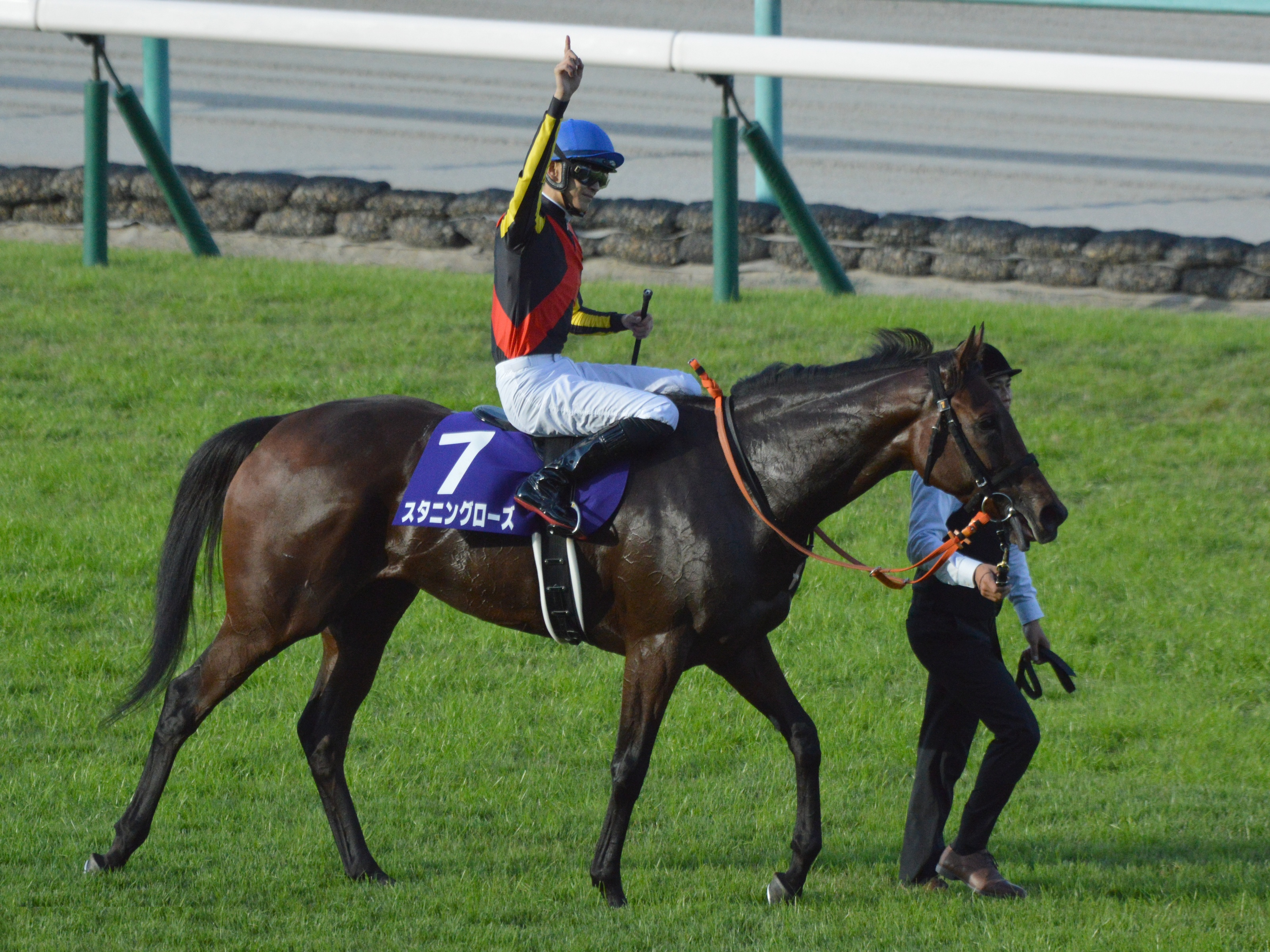
第27回優勝馬スタニングローズ(鞍上、坂井瑠星)